# Pfarrkirche Sandl

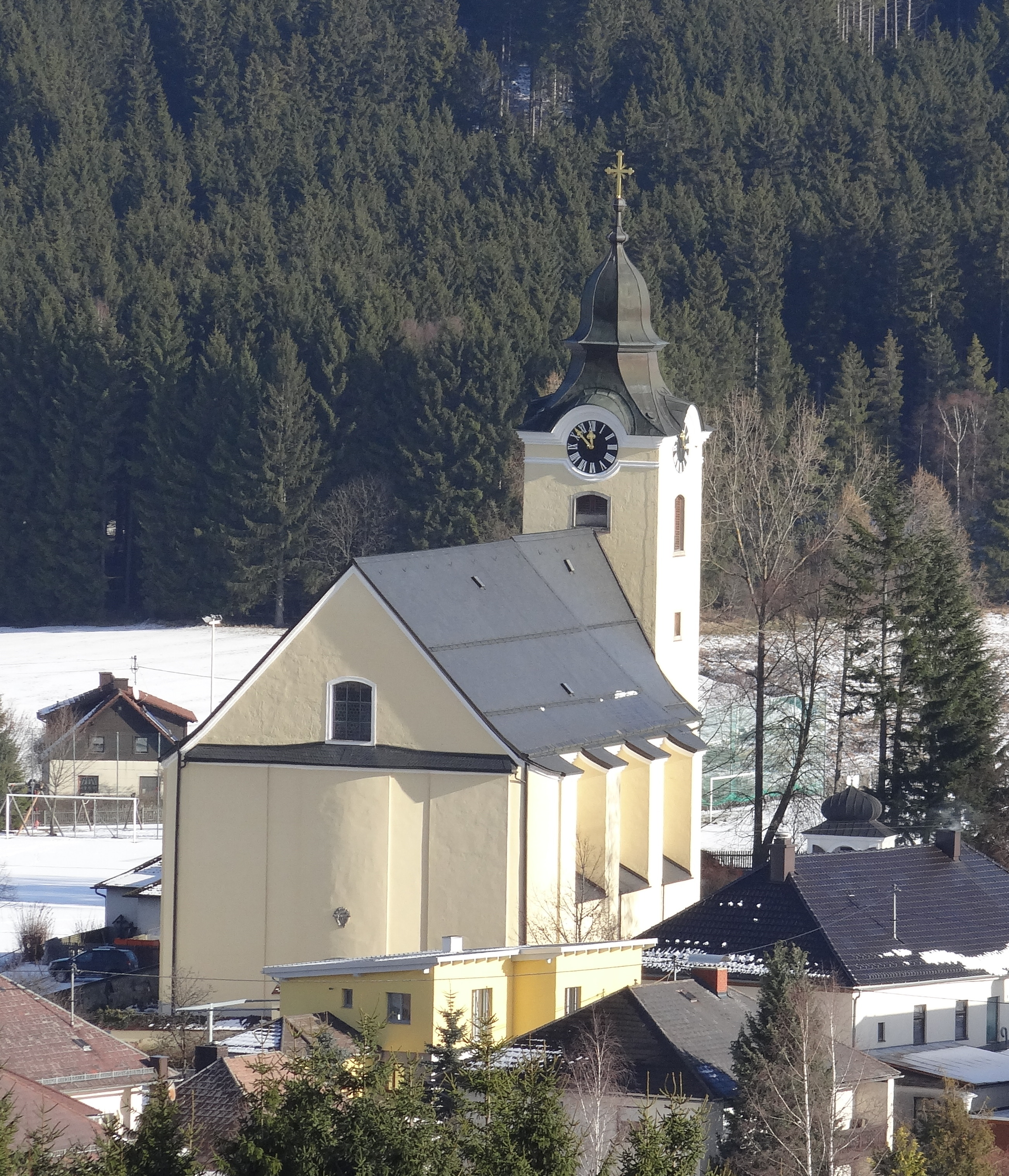
Katholische Pfarrkirche hl. Johannes Nepomuk in Sandl

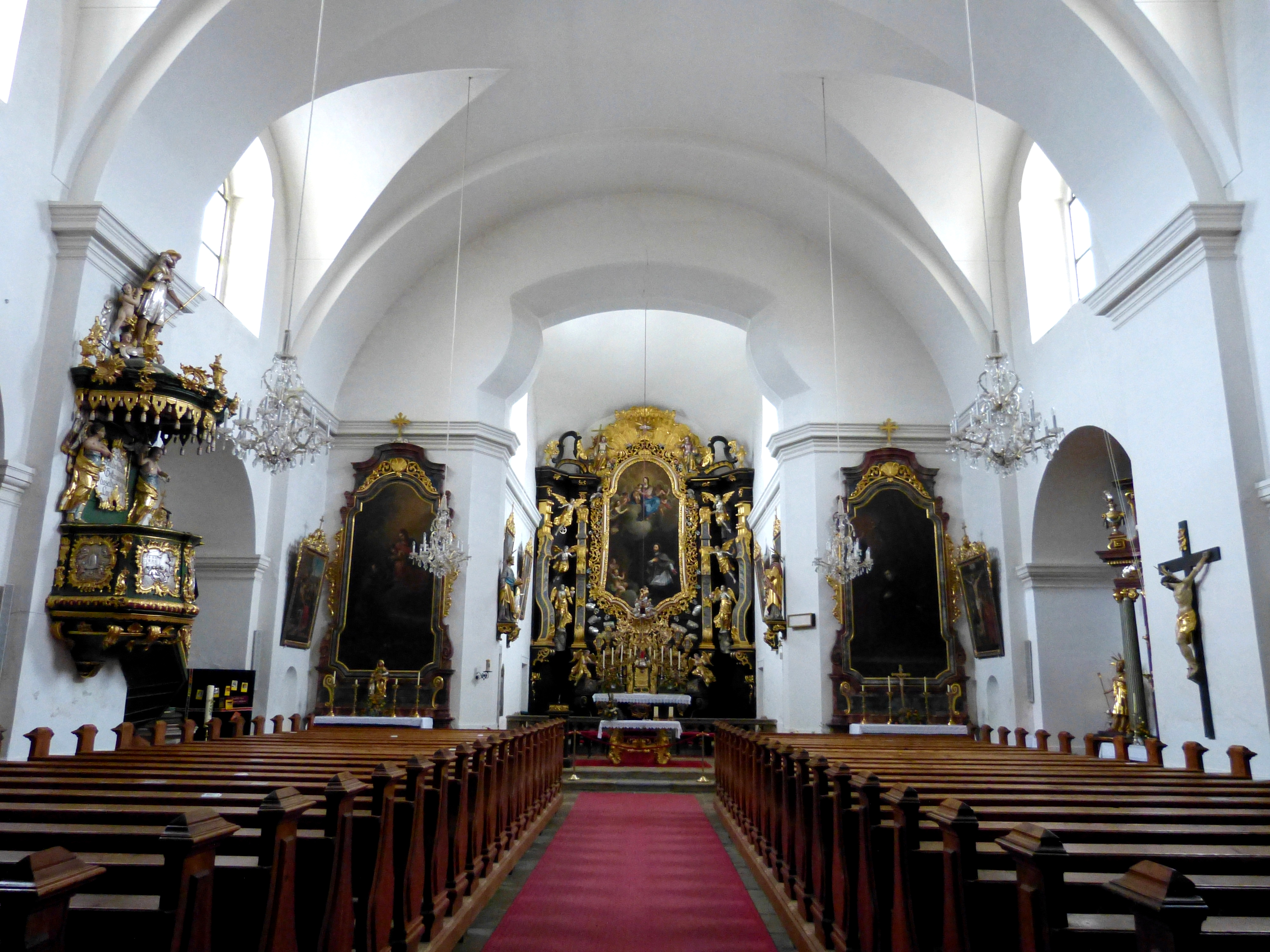
Langhaus, Blick zum Chor

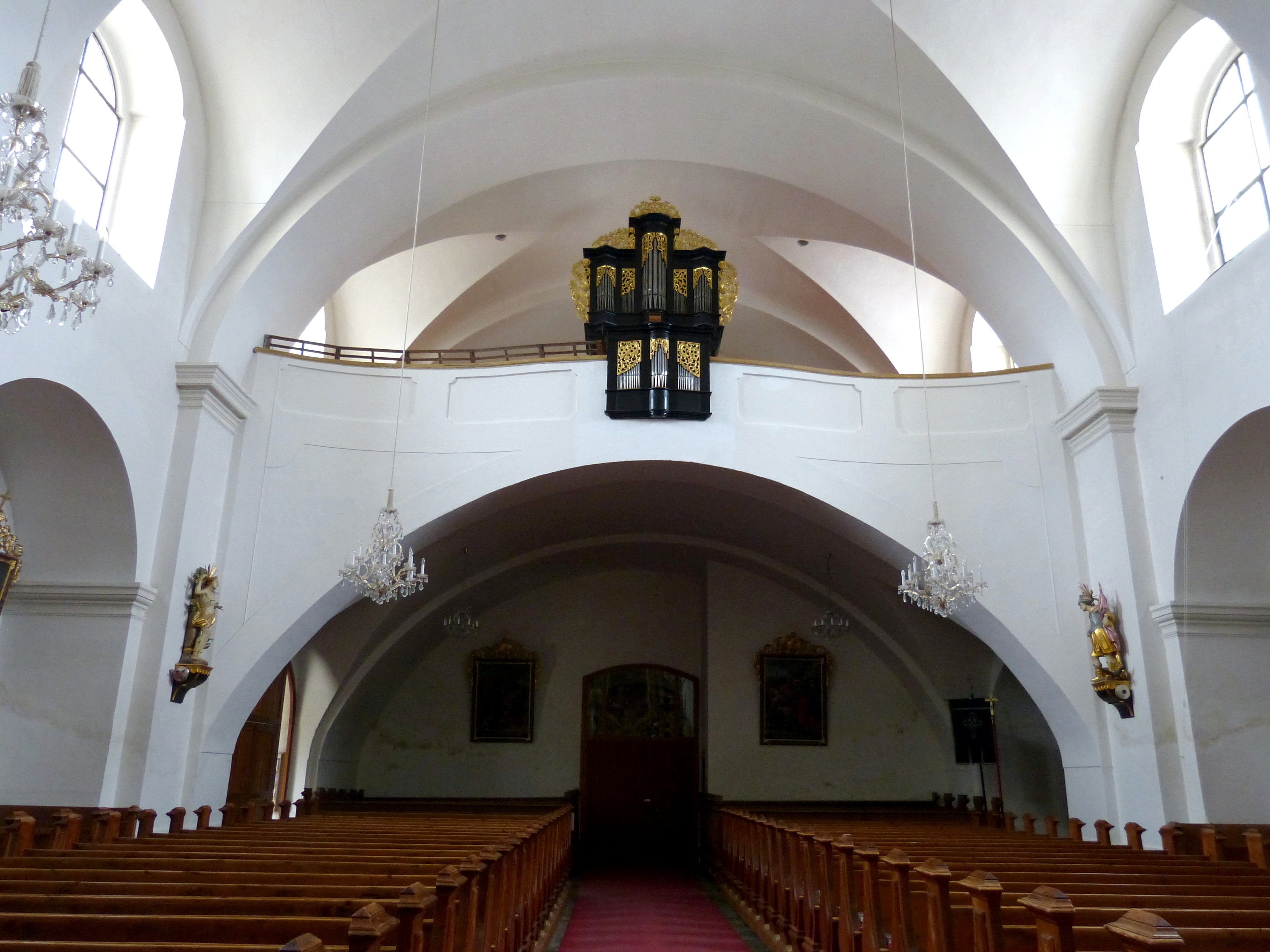
Langhaus, Blick zur Orgelempore

Die römisch-katholische Pfarrkirche Sandl steht in der Gemeinde Sandl im Bezirk Freistadt in Oberösterreich. Die dem Patrozinium hl. Johannes Nepomuk unterstellte Pfarrkirche gehört zum Dekanat Freistadt in der Diözese Linz. Die Kirche steht unter Denkmalschutz (Listeneintrag) und wurde exakt auf der Elbe-Donau-Wasserscheide erbaut.

## Geschichte
Das Pfarrgebiet gehörte ursprünglich zum Pfarre Grünbach dem Stift Sankt Florian inkorporiert. 1737 stellte der Graf Harrach ein Ansuchen um Bewilligung zur Errichtung einer eigenen Pfarre. Der Kirchenbau wurde von 1739 bis 1742 aus den Mitteln des Grafen nach den Plänen des Baumeisters Johann Haslinger begonnen und vom Baumeister Johann Matthias Krinner urkundlich 1742 und Maurermeister Josef Neuperger abgeschlossen.

## Architektur
Die Kirche in einem ummauerten Friedhof bildet mit dem Pfarrhof und der ehemaligen Schule ein Bauensemble.
Der Kirchenbau hat einen dreijochigen spätbarocken Saalraum unter einer gurtunterlegten Stichkappentonne über Wandvorlagen mit profilierten Gesimsen, mit je Joch seitlichen flachen Seitenkapellen zwischen den mächtigen äußeren Stützpfeilern gewölbt unter kurzen Quertonnen. Die mächtige stichkappentonnenunterwölbte Westempore hat eine konkav-konvex schwingende Brüstung mit einer Feldergliederung. Hinter dem vorhangbogigen Triumphbogen steht ein eingezogener längsrechteckiger Chor unter einem Platzlgewölbe. Der mächtige Ostturm ist mittig am Chor angestellt. In den beiden Chorecken steht je ein niedriger kreuzgratgewölbter Anbau, nördlich nach Osten mit einem Anbau erweitert.

## Ausstattung
Die Einrichtung bezieht sich programmatisch auf die Legende des hl. Johannes Nepomuk.
Den Hochaltar schuf Bernhard Mayr und Ferdinand Thonabaur unter Mitarbeit von Franz Sacher und Franz Auer 1742 und 1748 vergrößert. Der Altar als dekorierter dreiteiliger Aufbau füllt die gesamte Ostwand des Chores aus. Das Altarblatt von 1742 mit einer Darstellung des hl. Johannes Nepomuk, der vor der Madonna kiet, stammt von dem Maler Christian Leeb. Es ist in eine Rahmung mit Rankenwerk und Rosen eingepasst.

### Orgel
Die Orgel in einem barocken Gehäuse entstand vermutlich in der Werkstätte des Freistädter Orgelbauers Anton Preysinger im Jahr 1742. Das Prospekt gliedert sich in fünf Felder mit hohem Mittelturm, die Schleierbretter sind im Gitterwerkdekor ausgeführt. 1841 erfolgte ein Umbau, im Zuge dessen wahrscheinlich das Brüstungspositiv hinzugefügt wurde. Ein Orgelwerk der Gebrüder Mauracher entstand 1935 (zwei Manuale, 13 Register) und wies eine mechanische Kegellade (Hauptwerk und Pedal) und ein pneumatisches Brüstungspositiv auf. Im Jahr 2007 erfolgte ein Neubau des Instruments im historischen Gehäuse durch Orgelbau Pirchner.
Es ist eines der seltenen erhaltenen Beispiele aus Böhmen aus der ersten Hälfte des 19. Jahrhunderts mit einem Paar Inventionshörnern aus Messing mit Aufsteckbögen für die verschiedenen Tonarten.

## Grabdenkmäler
- Gedenkplatte zu Stephanus Ranabaur, erster Pfarrer in Sandl, 1774.